# Baza wojskowa Amos
Baza wojskowa Amos – jest bazą wojskową Sił Obronnych Izraela znajdującą się przy mieście Afula na północy Izraela.

## Położenie
Baza wojskowa jest położona w centralnej części Doliny Jezreel w Dolnej Galilei. Leży niecałe 2 km na południowy zachód od miasta Afula.

## Historia
Podczas II wojny światowej (1939-1945) Brytyjczycy w rejonie Afuli utworzyli kilka ważnych baz wojskowych. W 1942 roku na południowy zachód od miejscowości powstała baza lotnicza RAF Megiddo, a na północny zachód baza lotnicza RAF Ramat Dawid. Przy bazie lotniczej Megiddo powstały koszary z magazynami wojskowymi. Po powstaniu w maju 1948 roku niepodległego państwa Izrael, tutejsze bazy wojskowe przejęły Siły Obronne Izraela.

## Wykorzystanie
Baza wojskowa Amos służy 51 Batalionowi (ha-Bok’im ha-Riszon) Brygady Golani. Jest to elitarny związek taktyczny piechoty zmechanizowanej. Brygada Golani wchodzi w skład 36 Dywizji Pancernej (Ga'asz) i podlega Północnemu Dowództwu Sił Obronnych Izraela. Baza Amos służy batalionowi jako koszary i magazyn. W sąsiedztwie znajduje się niewielki port lotniczy Megiddo, na którym mogą lądować śmigłowce i niewielkie samoloty.

## Transport
W bezpośrednim sąsiedztwie bazy przebiega droga ekspresowa nr 65.